# One from the Heart
One from the Heart är ett album av Tom Waits, utgivet 1982 som soundtrack till Francis Ford Coppolas film med samma namn (med den svenska titeln Älskling, jag hatar dig!). Sångaren Crystal Gayle medverkar på flera av låtarna.

## Låtlista
Samtliga låtar skrivna av Tom Waits.
1. "Opening Montage: Tom's Piano Intro/Once Upon a Town/The Wages of Love" - 5:17
2. "Is There Any Way Out of This Dream?" - 2:13
3. "Picking Up After You" - 3:55
4. "Old Boyfriends" - 5:54
5. "Broken Bicycles" - 2:53
6. "I Beg Your Pardon" - 4:27
7. "Little Boy Blue" - 3:44
8. "Instrumental Montage: The Tango/Circus Girl" - 3:00
9. "You Can't Unring a Bell" - 2:20
10. "This One's From the Heart" - 5:45
11. "Take Me Home" - 1:37
12. "Presents" - 1:00